# Kanton Segré-en-Anjou Bleu
Der Kanton Segré-en-Anjou Bleu (früher Segré) ist seit 1790 ein französischer Wahlkreis im Arrondissement Segré, im Département Maine-et-Loire und in der Region Pays de la Loire. Sein Hauptort ist Segré-en-Anjou Bleu.
Im Jahr 2015 wurde er umorganisiert und hat die Gemeinden aus den ehemaligen Wahlkreisen Kanton Candé und Kanton Pouancé übernommen. Dadurch ist er auf 35 Gemeinden auf einer Fläche von 712,75 km² angewachsen. In Folge von Gemeindezusammenschlüssen nahm die Zahl der Mitgliedsgemeinden auf heute elf ab.

## Gemeinden
Der Kanton besteht aus elf Gemeinden mit insgesamt 34.526 Einwohnern (Stand: 1. Januar 2022) auf einer Gesamtfläche von 647,49 km²:
| Gemeinde                   | Einwohner 1. Januar 2022 | Fläche km² | Dichte Einw./km² | Code INSEE | Postleitzahl |
| -------------------------- | ------------------------ | ---------- | ---------------- | ---------- | ------------ |
| Angrie                     | 917                      | 40,97      | 22               | 49008      | 49440        |
| Armaillé                   | 317                      | 16,78      | 19               | 49010      | 49420        |
| Bouillé-Ménard             | 775                      | 15,79      | 49               | 49036      | 49520        |
| Bourg-l’Évêque             | 236                      | 5,29       | 45               | 49038      | 49520        |
| Candé                      | 2.815                    | 4,91       | 573              | 49054      | 49440        |
| Carbay                     | 276                      | 7,63       | 36               | 49056      | 49420        |
| Challain-la-Potherie       | 811                      | 47,87      | 17               | 49061      | 49440        |
| Chazé-sur-Argos            | 1.067                    | 30,82      | 35               | 49089      | 49500        |
| Loiré                      | 884                      | 33,73      | 26               | 49178      | 49440        |
| Ombrée d’Anjou             | 8.811                    | 202,16     | 44               | 49248      | 49420, 49520 |
| Segré-en-Anjou Bleu        | 17.617                   | 241,54     | 73               | 49331      | 49500, 49520 |
| Kanton Segré-en-Anjou Bleu | 34.526                   | 647,49     | 53               | 4920       | –            |

Bis zur landesweiten Neugliederung der Kantone 2015 bestand der Kanton Segré-en-Anjou Bleu aus 15 Gemeinden auf einer Fläche von 169,60 km²: Aviré, Le Bourg-d’Iré, La Chapelle-sur-Oudon, Châtelais, La Ferrière-de-Flée, L’Hôtellerie-de-Flée, Louvaines, Marans, Montguillon, Noyant-la-Gravoyère, Nyoiseau, Sainte-Gemmes-d’Andigné, Saint-Martin-du-Bois, Saint-Sauveur-de-Flée und Segré (Hauptort). Er besaß vor 2015 einen anderen INSEE-Code als heute, nämlich 4930.

## Veränderungen im Gemeindebestand seit 2015
2016:
- Fusion Chazé-Henry, Combrée, Grugé-l’Hôpital, La Chapelle-Hullin, La Prévière, Le Tremblay, Noëllet, Pouancé, Saint-Michel-et-Chanveaux und Vergonnes → Ombrée d’Anjou
- Fusion Aviré, Châtelais, L’Hôtellerie-de-Flée, La Chapelle-sur-Oudon, La Ferrière-de-Flée, Le Bourg-d’Iré, Louvaines, Marans, Montguillon, Noyant-la-Gravoyère, Nyoiseau, Sainte-Gemmes-d’Andigné, Saint-Martin-du-Bois, Saint-Sauveur-de-Flée und Segré → Segré-en-Anjou Bleu

2018:
- 1. Januar: Fusion Freigné, Bonnœuvre, Maumusson, Saint-Mars-la-Jaille und Vritz (außer Freigné alle Kanton Ancenis, Département Loire-Atlantique)  → Vallons-de-l’Erdre (Kanton Ancenis, Département Loire-Atlantique)